# 阳朔西街

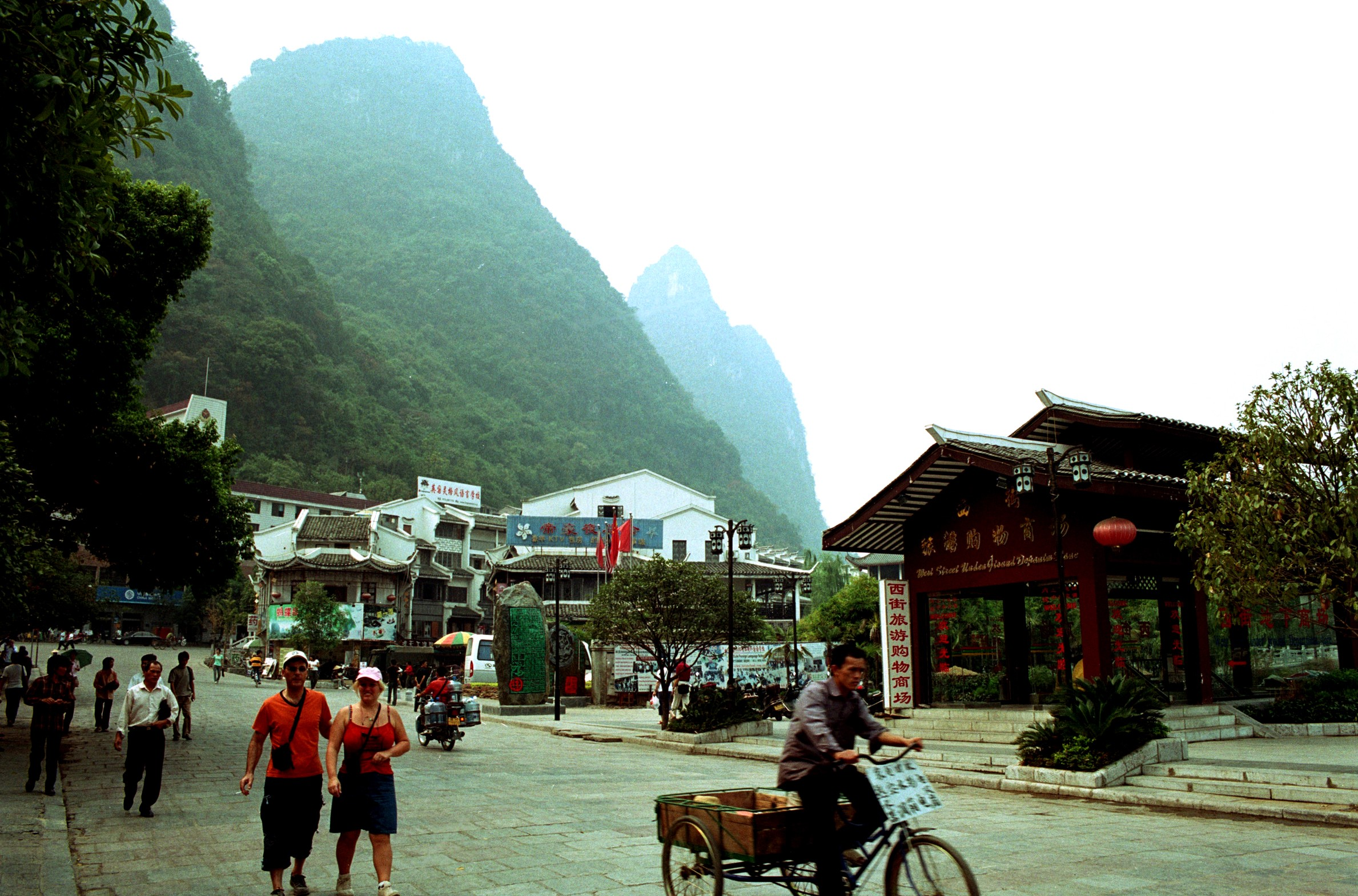
阳朔西街

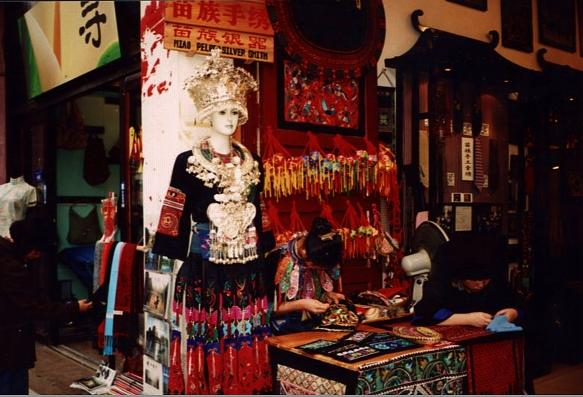
阳朔西街苗族银器

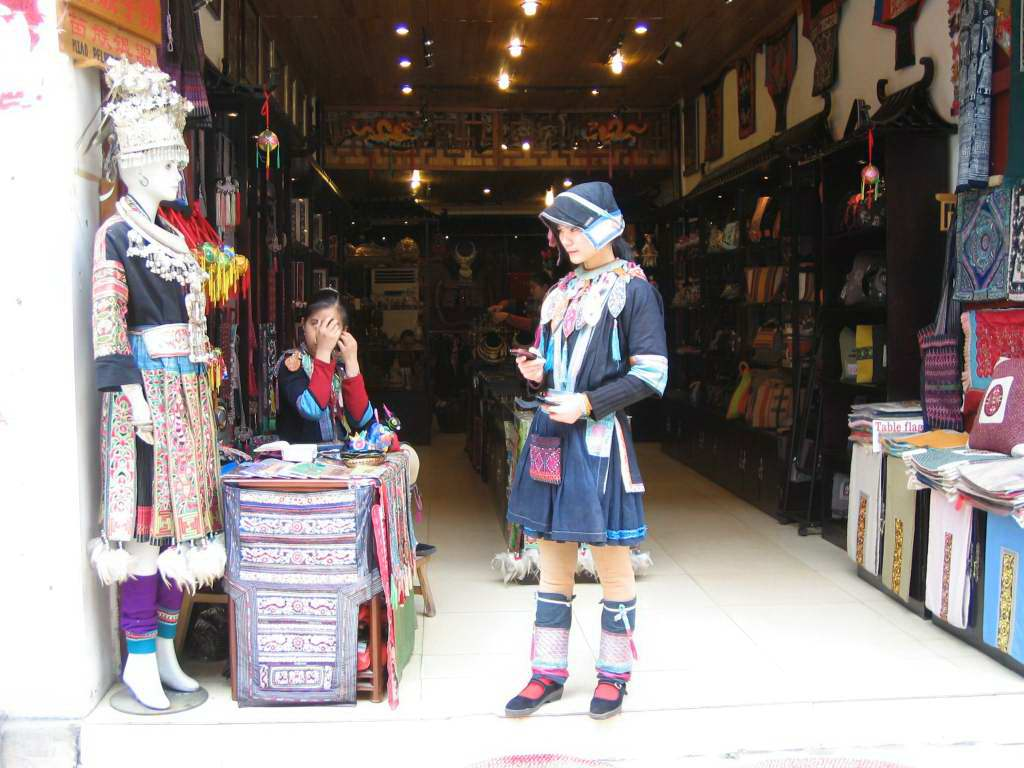
阳朔西街苗族少女

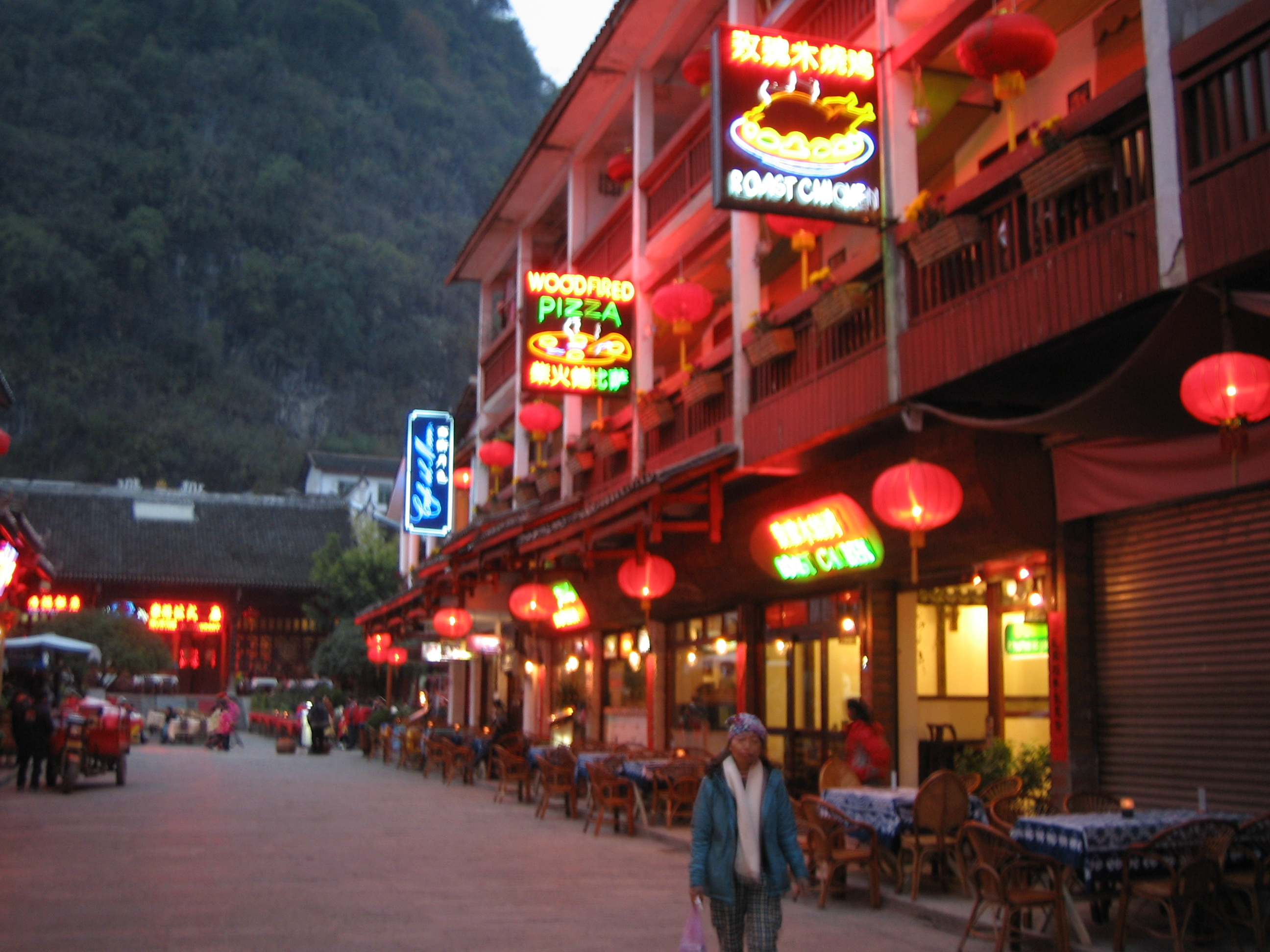
阳朔西街夜景

西街，又称阳朔西街，是广西壮族自治区桂林市阳朔县的一条步行街。
西街位于阳朔县城中部，略呈东西走向，东到滨江路，西到蟠桃路，中间与县前街、城中路交汇。
是阳朔重要的旅游景点之一，是集古今中外文化于一体的优秀的旅游景点和商业点，因为此处外国人聚集，故又称为“洋人街”。
西街长度不过数百米，却聚集了大大小小近百家商店、酒吧、饭馆。西街有其浓郁的民族特色，许多店铺都有中国民俗的蜡染、印章、书法等；又有浓郁的西方特色，酒吧、西餐厅在此鳞次栉比。
西街的建筑大都是六七十年前的老房子，也有一些是明清的，所以历史是比较久远的。西街的街道用大块的石板铺成，也颇有历史韵味。